# Novembre 2016
Novembre 2016 est le 11e mois de l'année 2016.

## Événements
- 1er novembre : élections générales à Palaos.
- 4 novembre :
  - premier attentat revendiqué par l’État islamique en Turquie ;
  - arrestation de onze députés du Parti démocratique des peuples (HDP) pour des liens supposés avec le Parti des travailleurs du Kurdistan (PKK).
- 6 novembre :
  - élection présidentielle (1er tour) et référendum en Bulgarie ;
  - élections générales au Nicaragua ;
  - début de l'offensive de Raqqa en Syrie ;
  - départ du Vendée Globe 2016-2017 aux Sables-d'Olonne.
- 7 novembre : élections générales au Yukon, territoire du Canada.
- Du 7 au 18 novembre : Conférence de Marrakech (COP22) au Maroc.
- 8 novembre : élection présidentielle, élections de la Chambre des représentants, élections sénatoriales et élections des gouverneurs aux États-Unis.
- 9 novembre : démonétisation des billets de 500 et 1 000 roupies en Inde.
- 13 novembre :
  - élection présidentielle en Moldavie (2e tour) ;
  - élection présidentielle en Bulgarie (2e tour).
- 14 novembre : une super lune est visible un peu partout dans le monde.
- 17 novembre : la mission Soyouz MS-03 part en direction de la Station spatiale internationale.
- 20 novembre :
  - élection présidentielle, législatives (2e tour) et sénatoriales (1er tour) en Haïti ;
  - accident ferroviaire de Pukhrayan dans l'Uttar Pradesh en Inde ;
  - élections législatives à Saint-Marin ;
  - à l'occasion de la clôture du jubilé de la Miséricorde, le pape François crée 17 nouveaux cardinaux.
- 22 novembre : séisme à Fukushima au Japon.
- 24 novembre :
  - référendum constitutionnel (en) à Grenade ;
  - le Parlement européen demande à la Commission européenne de suspendre la procédure d'adhésion de la Turquie à l'Union européenne.
- 25 novembre : 
  - une collision entre deux trains en Iran fait plus de 40 morts[1].
  - mort de Fidel Castro.
- 26 novembre : élections législatives au Koweït.
- 27 novembre : votation en Suisse sur l'initiative populaire « Pour la sortie programmée de l'énergie nucléaire ».
- 28 novembre :
  - le Zimbabwe émet des billets d'obligation pour mettre fin à la pénurie de dollars américains ;
  - le vol 2933 LaMia Airlines s'écrase en Colombie avec 77 personnes à son bord, dont l'équipe de football de Chapecoense en route vers la finale de la Copa Sudamericana.
- 29 novembre : la nouvelle arche de la centrale de Tchernobyl est inaugurée en Ukraine.
- 30 novembre :
  - Magnus Carlsen conserve son titre à l'issue du championnat du monde d'échecs 2016, gagnant 3-1 aux parties rapides de départage ;
  - la bière belge, la rumba, le Nouvel An célébré le 21 mars, la Mangal Shobhajatra, les périodes solaires chinoises, le tahtib, le gada et les fallas intègrent le patrimoine culturel immatériel de l'humanité.